# أتاينسك (أسطورة)
أتاينسك (بالإنجليزية: Ataensic)‏ وتسمى أيضًا أتاينيسك أو إيجينتسي  إلهة الخلق، والمرأة السماوية في أساطير الإيروكوا الهنود في أمريكا الشمالية، وهي أم لتوأم: أحدهما خير والآخر شریر، وهما: هاجويديا وهو التوأم الجيد أو الخيِّر أو الذي يمثل الخير، وهاجويديكا وهو الشرير والسيِّئ الذي يمثل الشر.

## الأسطورة
في قديم الزمان نمت شجرة مائلة كانت أفرعها تمتد فيما وراء نطاق البصر، وهي دائما مثقلة بالأزهار والفاكهة التي كان الجو يعبق(1) بأريجها(2). واعتاد الناس أن يجتمعوا تحت ظلها ليعقدوا المجال للتشاور. وفي يوم من الأيام قال الحاكم العظيم لشعبه:
وبعد أن أمر الحاكم العظيم بأن تجتث جذور الشجرة راح يحدث في المكان الذي نمت منه الجذور. وعندئذ استدعی أتاینسك المرأة السماوية، وطلب منها أن تنظر إلى أسفل، لكنها لم تر شيئا. لكن الحاكم العظيم كان يسمع صوت البحر ينادي؛ فطلب من أتاينسك أن تقدم له الضوء، وعندما شاهدت الحيوانات النور انزعجت، وخافت، وقالت:
وتساءلت البطة:
فأجابتها الحيوانات الأخرى:
حاول القندس أن يهبط إلى الأعماق لينقذ الحيوانات، لكنه لم يعد. وأخيرا عملت السلحفاة كناقلة للحيوانات يركبون على ظهرها وتخرج بهم إلى الأرض، وتضيء لها المرأة السماوية الطريق بما ترسله من ضوء.

## هوامش
- 1: «يعبق» يعبق (عَبَقَ) الْعَيْنُ وَالْبَاءُ وَالْقَافُ أَصْلٌ صَحِيحٌ وَاحِدٌ، وَهُوَ لُزُومُ الشَّيْءِ لِلشَّيْءِ. مِنْ ذَلِكَ عَبِقَ الطِّيبُ بِهِ، إِذَا لَصِقَ وَلَازَمَ.[4] وَرَجُلٌ عَبِقٌ وامرأَة عَبِقةٌ إِذا تطيِّب وَتَعَلَّقَ بِهِ الطِّيب فَلَا يَذْهَبُ عَنْهُ رِيحُهُ أَيّاماً.[5]
- 2: «الأريج» بأريجها (أَرَجَ) الْهَمْزَةُ وَالرَّاءُ وَالْجِيمُ كَلِمَةٌ وَاحِدَةٌ وَهِيَ الْأَرَجُ، وَهُوَ وَالْأَرِيجُ رَائِحَةُ الطِّيبِ. قَالَ الْهُذَلِيُّ: كَأَنَّ عَلَيْهَا بَالَةً لَطَمِيَّةً ... لَهَا مِنْ خِلَالِ الدَّأْيَتَيْنِ أَرِيجُ.[6]